# 眞淨寺
眞淨寺（しんじょうじ）は、岡山県岡山市北区建部町角石畝にある日蓮宗の寺院。山号は柏尾山。旧本山は京都妙覚寺、生師法縁。

## 歴史
推古天皇23年（615年）あるいは白鳳年間（661年－673年）由羅によって創建されたという古刹。由羅の没後廃寺となるが寛正元年（1460年）に天台寺院として再興された。その後日禅により日蓮宗に改宗された。

## 境内
- 本堂

## 歴代
- 由羅　東光寺等を創建している。
- 日禅